# Možda volim te
"Možda volim te" je pjesma hrvatske pjevačice Franke Batelić. Objavljena je 9. ožujka 2009. kao četvrti singl s njenog prvog studijskog albuma Franka.
Pjesmu su napisali Boris Đurđević, Miro Buljan i Nenad Ninčević, a producent je Đurđević.

## O pjesmi
S pjesmom "Možda volim te" nastupala je na 14. Hrvatskom radijskom festivalu.
Batelić je za pjesmu izjavila:

## Popis pjesama
Promotivni CD singl
1. "Možda volim te (radio verzija)" - 3:02
2. "Možda volim te (Club remix)" - 3:32
3. "Možda volim te (instrumentalna verzija)" - 3:02
4. "Ruža u kamenu (Eric Destler club remix)" - 4:54

## Top liste
| Top liste (2009.) | Najviša pozicija |
| ----------------- | ---------------- |
| Hrvatska          | 1                |

| Franka Batelić     | Franka Batelić |
| ------------------ | --- |
|                    | |
| Studijski albumi   | Prvi neimenovani studijski album |
|                    | |
| Singlovi           | "Ovaj dan" • "Ruža u kamenu" • "Pjesma za kraj" • "Možda volim te" • "Moje najdraže" • "Na tvojim rukama" • "Crna duga" • "Ne!" • "San" • "Pred svima" • "Ljubav je..." • "S tobom" • "Crazy" |
|                    | |
| Gostujući singlovi | "Cijeli svijet" • "On Fire" • "Run" |

| Franka Batelić     | Franka Batelić |
| ------------------ | --- |
|                    | |
| Studijski albumi   | Prvi neimenovani studijski album |
|                    | |
| Singlovi           | "Ovaj dan" • "Ruža u kamenu" • "Pjesma za kraj" • "Možda volim te" • "Moje najdraže" • "Na tvojim rukama" • "Crna duga" • "Ne!" • "San" • "Pred svima" • "Ljubav je..." • "S tobom" • "Crazy" |
|                    | |
| Gostujući singlovi | "Cijeli svijet" • "On Fire" • "Run" |